# Đỗ Sơn
Đỗ Sơn là một xã thuộc huyện Thanh Ba, tỉnh Phú Thọ, Việt Nam.
Xã Đỗ Sơn có diện tích 8,3 km², dân số năm 1999 là 6.862 người, mật độ dân số đạt 827 người/km².